# Список наград и номинаций фильма «Дэдпул»
«Дэдпу́л» (англ. Deadpool) — американский супергеройский фильм 2016 года, основанный на одноименном персонаже издания Marvel Comics. Фильм снимала и затем распространяла компания 20th Century Fox, а также он является восьмым фильмом серии фильмов «Люди Икс». Режиссёром фильма выступил Тим Миллер, а сценаристами — Ретт Риз и Пол Верник. В фильме приняли участие актёры Райан Рейнольдс, Морена Баккарин, Эд Скрейн, Джина Карано, Ти Джей Миллер, Брианна Хильдебранд, Лесли Аггамс, Джед Рис, Каран Сони и Стэн Ли. По сюжету, Уэйд Уилсон, будучи профессиональным убийцей, с целью избавления от рака, нелегально получает сверхспособности по регенерации, что разрушает его внешность, из-за чего он становится антигероем по прозвищу «Дэдпул» и начинает охоту за человеком, подарившим ему сверхспособности.
Премьера фильма «Дэдпул» состоялась 8 февраля 2016 года в кинозале «Гран-Рекс» в Париже (Франция), а 12 февраля он вышел в прокат в США. Бюджет фильма составил 58 млн долларов США, при этом фильм собрал 782,8 млн долларов по всему миру, заняв 9-е место среди самых кассовых фильмов 2016 года. На сайте-агрегаторе рецензий Rotten Tomatoes фильм получил рейтинг одобрения 85 % на основе 348 отзывов со средней оценкой 7,1/10. Сайт-агрегатор Metacritic присвоил фильму 65 баллов из 100 на основе 49 отзывов, что соответствует статусу «в целом положительные отзывы». Зрители, опрошенные CinemaScore, поставили фильму среднюю оценку «A» по шкале от «A+» до «F», при этом средняя положительная оценка на PostTrak составила 97 %, а 45 % зрителей заявили, что фильм превзошёл их ожидания.
Фильм «Дэдпул» получил множество наград и номинаций в различных категориях. На 22-й церемонии вручения премии «Выбор критиков», фильм победил в двух номинациях из четырёх, а именно в категориях «Лучшая комедия» и «Лучшая мужская роль в комедии». На 21-й церемонии вручения премии «Спутник» фильм был выдвинут в категории «Лучшие визуальные эффекты», однако не смог одержать победу. На 43-й церемонии вручения премии «Сатурн», фильм был номинирован в трёх категориях и победил в категории «Лучший киноактёр». На 22-й церемонии вручения премии «Империя» фильм победил в категории «Лучший сценарий», а также получил премию Расселла Симмонса в категории «Лучший жетон супергероя». На 74-й церемонии вручения премии «Золотой глобус», фильм был номинирован в категориях «Лучший фильм — комедия или мюзикл» и «Лучшая мужская роль — комедия или мюзикл», но не смог одержать победу ни в одной из категорий. Фильм получил премию публицистов ICG и Grand Clio Key Art Awards, а также победил на 25-й церемонии вручения премии MTV Movie & TV Awards в категориях «Лучшая комедийная роль» и «Лучший бой».

## Награды и номинации
| Награда                                                 | Дата церемонии  | Категория                                                                           | Получатель(-и)                                                                                      | Результат | Прим.         |
| ------------------------------------------------------- | --------------- | ----------------------------------------------------------------------------------- | --------------------------------------------------------------------------------------------------- | --------- | ------------- |
| MTV Movie & TV Awards                                   | 10 апреля 2016  | «Лучшая женская роль»                                                               | Морена Баккарин                                                                                     | Номинация | [ 14 ]        |
| MTV Movie & TV Awards                                   | 10 апреля 2016  | «Лучший боевик»                                                                     | Райан Рейнольдс                                                                                     | Номинация | [ 14 ]        |
| MTV Movie & TV Awards                                   | 10 апреля 2016  | «Лучшая комедийная роль»                                                            | Райан Рейнольдс                                                                                     | Победа    | [ 14 ]        |
| MTV Movie & TV Awards                                   | 10 апреля 2016  | «Лучшая мужская роль»                                                               | Райан Рейнольдс                                                                                     | Номинация | [ 14 ]        |
| MTV Movie & TV Awards                                   | 10 апреля 2016  | «Лучший поцелуй»                                                                    | Морена Баккарин и Райан Рейнольдс                                                                   | Номинация | [ 14 ]        |
| MTV Movie & TV Awards                                   | 10 апреля 2016  | «Лучший кинозлодей»                                                                 | Эд Скрейн                                                                                           | Номинация | [ 14 ]        |
| MTV Movie & TV Awards                                   | 10 апреля 2016  | «Лучший бой»                                                                        | Райан Рейнольдс против Эда Скрейна                                                                  | Победа    | [ 14 ]        |
| MTV Movie & TV Awards                                   | 10 апреля 2016  | «Фильм года»                                                                        | «Дэдпул»                                                                                            | Номинация | [ 14 ]        |
| «Золотой трейлер»                                       | 4 мая 2016      | «Лучшее шоу»                                                                        | «Trailer B — Power Red»                                                                             | Номинация | [ 15 ] [ 16 ] |
| «Золотой трейлер»                                       | 4 мая 2016      | «Лучшее шоу»                                                                        | «DOM TRLR E: Power Red Online»                                                                      | Номинация | [ 15 ] [ 16 ] |
| «Золотой трейлер»                                       | 4 мая 2016      | «Лучший экшн»                                                                       | «DOM TRLR E: Power Red Online»                                                                      | Победа    | [ 15 ] [ 16 ] |
| «Золотой трейлер»                                       | 4 мая 2016      | «Лучшая музыка»                                                                     | «Trailer B — Power Red»                                                                             | Победа    | [ 15 ] [ 16 ] |
| «Золотой трейлер»                                       | 4 мая 2016      | «Самый оригинальный фильм»                                                          | «Trailer B — Power Red»                                                                             | Номинация | [ 15 ] [ 16 ] |
| «Золотой трейлер»                                       | 4 мая 2016      | «Лучший комедийный телевизионный ролик»                                             | «Night»                                                                                             | Номинация | [ 15 ] [ 16 ] |
| «Золотой трейлер»                                       | 4 мая 2016      | «Лучшая вирусная видеокампания для фильма»                                          | «The Gift of Deadpool»                                                                              | Номинация | [ 15 ] [ 16 ] |
| Teen Choice Awards                                      | 31 июля 2016    | «Выбор фильма — Экшн»                                                               | «Дэдпул»                                                                                            | Победа    | [ 17 ]        |
| Teen Choice Awards                                      | 31 июля 2016    | «Выбор киноактёра — Экшн / Приключения»                                             | Райан Рейнольдс                                                                                     | Номинация | [ 17 ]        |
| Teen Choice Awards                                      | 31 июля 2016    | «Выбор киноактрисы — Экшн / Приключения»                                            | Морена Баккарин                                                                                     | Номинация | [ 17 ]        |
| Teen Choice Awards                                      | 31 июля 2016    | «Выбор лучшего кинозлодея»                                                          | Эд Скрейн                                                                                           | Номинация | [ 17 ]        |
| Teen Choice Awards                                      | 31 июля 2016    | «Выбор фильма — Восходящая звезда»                                                  | Брианна Хильдебранд                                                                                 | Номинация | [ 17 ]        |
| Teen Choice Awards                                      | 31 июля 2016    | «Выбор, который не дает покоя»                                                      | Райан Рейнольдс                                                                                     | Победа    | [ 17 ]        |
| Imagen Awards                                           | 9 сентября 2016 | «Лучшая актриса в полнометражном фильме»                                            | Морена Баккарин                                                                                     | Номинация | [ 18 ]        |
| Grand Clio Key Art Awards                               | 20 октября 2016 | «Лучший маркетинг вне дома»                                                         | «Emoji Billboard»                                                                                   | Победа    | [ 19 ]        |
| Grand Clio Key Art Awards                               | 20 октября 2016 | «Лучшая интегрированная маркетинговая кампания»                                     | «Дэдпул»                                                                                            | Победа    | [ 19 ]        |
| Hollywood Music in Media Awards                         | 17 ноября 2016  | «Лучший альбом саундтреков»                                                         | «Дэдпул»                                                                                            | Номинация | [ 20 ]        |
| Hollywood Music in Media Awards                         | 17 ноября 2016  | «Выдающееся музыкальное сопровождение в фильме»                                     | Джон Хулахан                                                                                        | Номинация | [ 20 ]        |
| «Выбор критиков»                                        | 11 декабря 2016 | «Лучший экшн-фильм»                                                                 | «Дэдпул»                                                                                            | Номинация | [ 21 ]        |
| «Выбор критиков»                                        | 11 декабря 2016 | «Лучшая мужская роль в боевике»                                                     | Райан Рейнольдс                                                                                     | Номинация | [ 21 ]        |
| «Выбор критиков»                                        | 11 декабря 2016 | «Лучшая комедия»                                                                    | «Дэдпул»                                                                                            | Победа    | [ 21 ]        |
| «Выбор критиков»                                        | 11 декабря 2016 | «Лучшая мужская роль в комедии»                                                     | Райан Рейнольдс                                                                                     | Победа    | [ 21 ]        |
| Награды Общества кинокритиков Сан-Диего                 | 12 декабря 2016 | «Лучшее комедийное выступление»                                                     | Райан Рейнольдс                                                                                     | Номинация | [ 22 ]        |
| «Спутник»                                               | 18 декабря 2016 | «Лучшие визуальные эффекты»                                                         | «Дэдпул»                                                                                            | Номинация | [ 23 ]        |
| Награды Ассоциации портала кинокритиков Сент-Луиса      | 18 декабря 2016 | «Лучший боевик»                                                                     | «Дэдпул»                                                                                            | Номинация | [ 24 ]        |
| Награды Ассоциации портала кинокритиков Сент-Луиса      | 18 декабря 2016 | «Лучшая комедия»                                                                    | «Дэдпул»                                                                                            | Номинация | [ 24 ]        |
| Награды Ассоциации портала кинокритиков Сент-Луиса      | 18 декабря 2016 | «Лучшая сцена»                                                                      | «Вступительные титры»                                                                               | Номинация | [ 24 ]        |
| «Золотой глобус»                                        | 8 января 2017   | «Лучший фильм — комедия или мюзикл»                                                 | «Дэдпул»                                                                                            | Номинация | [ 25 ]        |
| «Золотой глобус»                                        | 8 января 2017   | «Лучшая мужская роль — комедия или мюзикл»                                          | Райан Рейнольдс                                                                                     | Номинация | [ 25 ]        |
| People’s Choice Awards                                  | 18 января 2017  | «Любимый фильм»                                                                     | «Дэдпул»                                                                                            | Номинация | [ 26 ] [ 27 ] |
| People’s Choice Awards                                  | 18 января 2017  | «Любимый экшн-фильм»                                                                | «Дэдпул»                                                                                            | Победа    | [ 26 ] [ 27 ] |
| People’s Choice Awards                                  | 18 января 2017  | «Лучший киноактёр»                                                                  | Райан Рейнольдс                                                                                     | Победа    | [ 26 ] [ 27 ] |
| People’s Choice Awards                                  | 18 января 2017  | «Лучший актёр боевика»                                                              | Райан Рейнольдс                                                                                     | Номинация | [ 26 ] [ 27 ] |
| Награды Американского общества специалистов по кастингу | 19 января 2017  | «Большой бюджет — Комедия»                                                          | Ронна Кресс, Дженнифер Пейдж, Коринна Кларк                                                         | Номинация | [ 28 ]        |
| Награды Американской ассоциации монтажёров              | 27 января 2017  | «Лучший монтаж художественного фильма — комедия или мюзикл»                         | Джулиан Кларк                                                                                       | Номинация | [ 29 ]        |
| Премия Гильдии продюсеров США                           | 28 января 2017  | «Лучший театральный фильм»                                                          | Саймон Кинберг, Райан Рейнольдс и Лорен Шулер Доннер                                                | Номинация | [ 30 ]        |
| Премия Гильдии режиссёров Америки                       | 4 февраля 2017  | «Выдающуюся режиссуру — первый художественный фильм»                                | Тим Миллер                                                                                          | Номинация | [ 31 ]        |
| Награды Общества специалистов по визуальным эффектам    | 7 февраля 2017  | «Выдающееся создание окружения в фотореалистичном изображении»                      | «Нападение на автостраде» — Сет Хилл, Джедедиа Смит, Лоран Тайллефер, Марк-Антуан Пакен             | Номинация | [ 32 ]        |
| Награды Гильдии музыкальных супервайзеров               | 16 февраля 2017 | «Лучшее музыкальное сопровождение в фильмах с бюджетом более 25 миллионов долларов» | Джон Хулахан                                                                                        | Номинация | [ 33 ]        |
| Golden Reel Awards                                      | 19 февраля 2017 | «Фильм на английском языке — диалог / адаптация»                                    | Джим Брукшир, Уэйн Леммер, Тери Дорман, Бен Бирдвуд, Лора Грэм, Дж. Кизер                           | Номинация | [ 34 ]        |
| Golden Reel Awards                                      | 19 февраля 2017 | «Особенность английского языка — эффекты / фоули»                                   | Уэйн Леммер, Джим Брукшир, Дэн О’Коннел, Джон Т. Куччи, Крейг Хенигхан, Уоррен Хендрикс, Ай Линг Ли | Номинация | [ 34 ]        |
| Премия Гильдии гримёров и парикмахеров                  | 19 февраля 2017 | «Художественный фильм: Лучшие специальные эффекты грима»                            | Билл Корсо и Эндрю Клемент                                                                          | Номинация | [ 35 ]        |
| Премия Гильдии сценаристов США                          | 19 февраля 2017 | «Лучший адаптированный сценарий»                                                    | Ретт Риз и Пол Верник                                                                               | Номинация | [ 36 ]        |
| Премия Расселла Симмонса                                | 22 февраля 2017 | «Лучший помощник супергероя»                                                        | Лесли Аггамс                                                                                        | Победа    | [ 37 ]        |
| Премия публицистов ICG                                  | 24 февраля 2017 | «Премия Максвелла Вайнберга»                                                        | «Дэдпул»                                                                                            | Победа    | [ 38 ]        |
| «Империя»                                               | 19 марта 2017   | «Лучший комедийный фильм»                                                           | «Дэдпул»                                                                                            | Номинация | [ 39 ]        |
| «Империя»                                               | 19 марта 2017   | «Лучшая мужская роль»                                                               | Райан Рейнольдс                                                                                     | Номинация | [ 39 ]        |
| «Империя»                                               | 19 марта 2017   | «Лучший фильм»                                                                      | «Дэдпул»                                                                                            | Номинация | [ 39 ]        |
| «Империя»                                               | 19 марта 2017   | «Лучший сценарий»                                                                   | «Дэдпул»                                                                                            | Победа    | [ 39 ]        |
| «Империя»                                               | 19 марта 2017   | «Лучший дизайн костюмов»                                                            | «Дэдпул»                                                                                            | Номинация | [ 39 ]        |
| «Сатурн»                                                | 21 июня 2017    | «Лучший фильм — экранизация комикса»                                                | «Дэдпул»                                                                                            | Номинация | [ 40 ]        |
| «Сатурн»                                                | 21 июня 2017    | «Лучший киноактёр»                                                                  | Райан Рейнольдс                                                                                     | Победа    | [ 40 ]        |
| «Сатурн»                                                | 21 июня 2017    | «Лучший сценарий»                                                                   | Ретт Риз и Пол Верник                                                                               | Номинация | [ 40 ]        |
| «Хьюго»                                                 | 11 августа 2017 | «Лучшая постановка»                                                                 | Тим Миллер, Ретт Риз и Пол Верник                                                                   | Номинация | [ 41 ]        |